# Gabriel de Azevedo
Gabriel Pereira de Azevedo Richvicki (San Miguel, El Salvador; 7 de enero de 2005) conocido deportivamente como Gabriel de Azevedo  o Gabriel Pereira es un futbolista salvadoreño con nacionalidad brasileña. Juega como centrocampista en el Palmeiras del CBF Brasileiro U20. Es hijo de Fábio de Azevedo, un exfutbolista que tuvo una destacada trayectoria en la Primera División de fútbol de El Salvador.

## Trayectoria
Richvicki inició su formación futbolística en las divisiones inferiores del América Mineiro. Tras destacar en la categoría pasó al Azuriz Futebol Clube de la Serie D, en 2024 dio el salto a las filas del Palmeiras, uno de los clubes más laureados del fútbol brasileño.
Desde su llegada al Palmeiras, el centrocampista salvadoreño se ha integrado al plantel de la categoría U20 del club. En la temporada 2024, Richvicki ha tenido sus primeras oportunidades con el equipo filial del Verdão, debutando oficialmente el 3 de septiembre de ese año en el empate 1-1 frente a Grêmio Novorizontino.

## Selección nacional
Gracias a su doble nacionalidad salvadoreña-brasileña, Richvicki se convirtió en una opción de elegibilidad para la Selección de El Salvador. El 8 de noviembre, David Dóniga Lara lo incluyó en la lista para disputar la Fecha FIFA de noviembre, partidos ante Monserrat y Bonaire en Liga de Naciones.

## Estadísticas
Actualizado al último partido jugado el 25 de febrero de 2024.
| Club                          | Div.          | Temporada     | Liga  | Liga  | Copas nacionales | Copas nacionales | Copas internacionales | Copas internacionales | Total | Total |
| Club                          | Div.          | Temporada     | Part. | Goles | Part.            | Goles            | Part.                 | Goles                 | Part. | Goles |
| ----------------------------- | ------------- | ------------- | ----- | ----- | ---------------- | ---------------- | --------------------- | --------------------- | ----- | ----- |
| América · Brasil              | C             | 2021          | 22    | 1     | —                | —                | —                     | —                     | 22    | 1     |
| América · Brasil              | U20           | 2022          | 1     | 0     | —                | —                | —                     | —                     | 1     | 0     |
| Azuriz Futebol Clube · Brasil | 4.ª           | 2023          | 35    | 7     | —                | —                | —                     | —                     | 35    | 7     |
| Palmeiras · Brasil            | U20           | 2024          | 3     | 0     | —                | —                | —                     | —                     | 3     | 0     |
| Palmeiras · Brasil            | 4.ª           | 2025          | 8     | 0     | —                | —                | —                     | —                     | 8     | 0     |
| Total club                    | Total club    | Total club    | 69    | 8     | 0                | 0                | 0                     | 0                     | 69    | 8     |
| Total carrera                 | Total carrera | Total carrera | 69    | 8     | 0                | 0                | 0                     | 0                     | 69    | 8     |